# مراد رمضانف
مراد رمضانف (به روسی: Мурад Рамазанов؛ زادهٔ ۱۹ مارس ۱۹۷۴) کشتی‌گیر بازنشستهٔ روسیه‌ای است که در دسته‌های ۵۸ و ۶۰ کیلوگرم کشتی آزاد مردان رقابت می‌کرد. او تا زمان حضورش در تیم ملی روسیه (تا سال ۲۰۰۲)، برندهٔ یک مدال طلای مسابقات قهرمانی کشتی اروپا (۲۰۰۰) شد و در بازی‌های المپیک ۲۰۰۰ سیدنی نیز رقابت کرد که به مقام هفتم رسید اما از سال ۲۰۰۵ برای کشور مقدونیه شمالی در مسابقات بین‌المللی شرکت کرد و مدال برنز مسابقات قهرمانی کشتی اروپا (۲۰۰۷) و مقام ششم المپیک ۲۰۰۸ پکن را کسب کرد.